# Martovske ide
Martovske ide (latinski Idus Martias), naziv za 15. ožujka u Rimskom kalendaru. Termin ide koristio se za 15. dan mjeseca ožujka, svibnja, srpnja i listopada. Martovske ide bile su svetkovina u čast boga Marsa te se pritom održavala obično vojna parada. U moderno vrijeme termin martovske ide najpoznatiji je kao datum ubojstva Julija Cezara 709. AUC ili 44. pr. Kr. u Pompejevom kazalištu.
Prema Plutarhu, prorok je upozorio Cezara da bude oprezan zbog velike opasnosti na Martovske ide (Cave Idus Martias! - Čuvaj se Martovskih Ida). Na svom putu prema Pompejevom teatru (gdje će biti ubijen) Cezar je ugledao proroka našalivši se "Eto, Martovske ide su došle" na što mu je prorok odgovorio "Da, došle su, ali nisu prošle." Ovaj susret slavno je dramatiziran u Shakespearovom djelu Julije Cezar kad je Cezar upozoren "pazi se Martovskih ida."
Drugi incident na ovaj datum zbio se 1917. godine kada je abdicirao Nikola II. od Rusije.

## Etimologija
Termin idūs (ides) originalno se odnosio na dan punog mjeseca. Rimljani su ih smatrali povoljnim danom u svom kalendaru. Riječ ide dolazi iz latinskog, a označava "polovičnu raspodjelu" (mjeseca) no vjerojatno je neindoeuropskog porijekla.

## Moderni običaji
- Martovske ide slave svake godine rimski Hash House Harriers trčanjem po ulicama Rima u istom mjestu gdje je Julije Cezar ubijen.
- The Temple Hill Association u New Windsoru, NY održava godišnju večeru u čast Martovskih ida zato što je to također dan kada je general George Washington ugušio pobunu svojih časnika 1783. godine.

## Vanjske poveznice
- William Shakespeare, Julije Cezar, 1. čin, II. scena
- Plutarh, Paralelni životi, Život Julija Cezara
- Nikola iz Damaska, Život Augustov (preveo Clayton M. Hall)
- Martovske ide  Arhivirana inačica izvorne stranice od 9. ožujka 2010. (Wayback Machine)